# Монмутский музей
Монмутский музей (англ. Monmouth Museum / The Nelson Museum and Local History Centre) — музей в Монмуте, Монмутшир, юго-восточный Уэльс. Обладает коллекцией артефактов, связанных с Адмиралом Нельсоном. Музей расположен в старом здании рынка в центре города, неподалёку от реки Монноу и Монмутского замка.

## История
Нельсонская коллекция была представлена Монмуту леди Джорджиной Ллангатток (Georgina Llangattock), женой местного землевладельца и благодетеля города, Джона Роллса, первого барона Ллангатток и матерью Чарльза Роллса, который собрал коллекцию памятных вещей Нельсона в конце девятнадцатого и начале двадцатого веков. В собрание вошли офицерский меч Нельсона и мечи французских и испанских флотоводцев, сдавшихся при Трафальгаре, переписка между Нельсоном, его женой и леди Гамильтон, различные предметы, связанные с победой Нельсона, с его службой в ВМС и его визитом в Монмут, Кимин и Южный Уэльс совместно с Гамильтонами. Также представлены памятные серебряные изделия, гравюры, картины, изделия из стекла, керамики и модели Трафальгарской битвы. Среди предметов, связанных с его визитом — стол, за которым он обедал.
В коллекцию также входят некоторые связанные с Нельсоном подделки, в том числе якобы принадлежавший ему стеклянный глаз, хотя он потерял зрение, а не само глазное яблоко (предмет — учебное пособие для обучения хирургов). В музее также есть вещи, относящиеся к истории и археологии Монмута, а также архив, касающийся Чарльза Роллса и его семьи. Один из важных предметов коллекции — настоящая монмутская шапка XVI века.
Музей был открыт в 1924 году в гимназии на улице Глендовер (Glendower), которую пожертвовала семья Ллангатток, чтобы отметить совершеннолетие Джона Маклина Роллса в 1891 году. Музей перенесли в текущее месторасположение в 1969 году после того, как крытый рынок был полностью отремонтирован и перепланирован. Вся центральная часть здания крытого рынка был уничтожена пожаром в 1963 году.